# Communauté de communes Cœur du Perche
La communauté de communes Cœur du Perche est une communauté de communes française, créée le 1er janvier 2017 et située dans le département de l'Orne en région Normandie.

## Histoire
La communauté de communes est créée le 1er janvier 2017 par arrêté du 6 octobre 2016. Elle est formée par fusion de deux communautés de communes : la communauté de communes du Perche rémalardais et la communauté de communes du Perche Sud.

## Territoire communautaire

### Géographie
Située dans le sud-est du département de l'Orne, la communauté de communes Cœur du Perche regroupe douze communes et s'étend sur 388,4 km2.

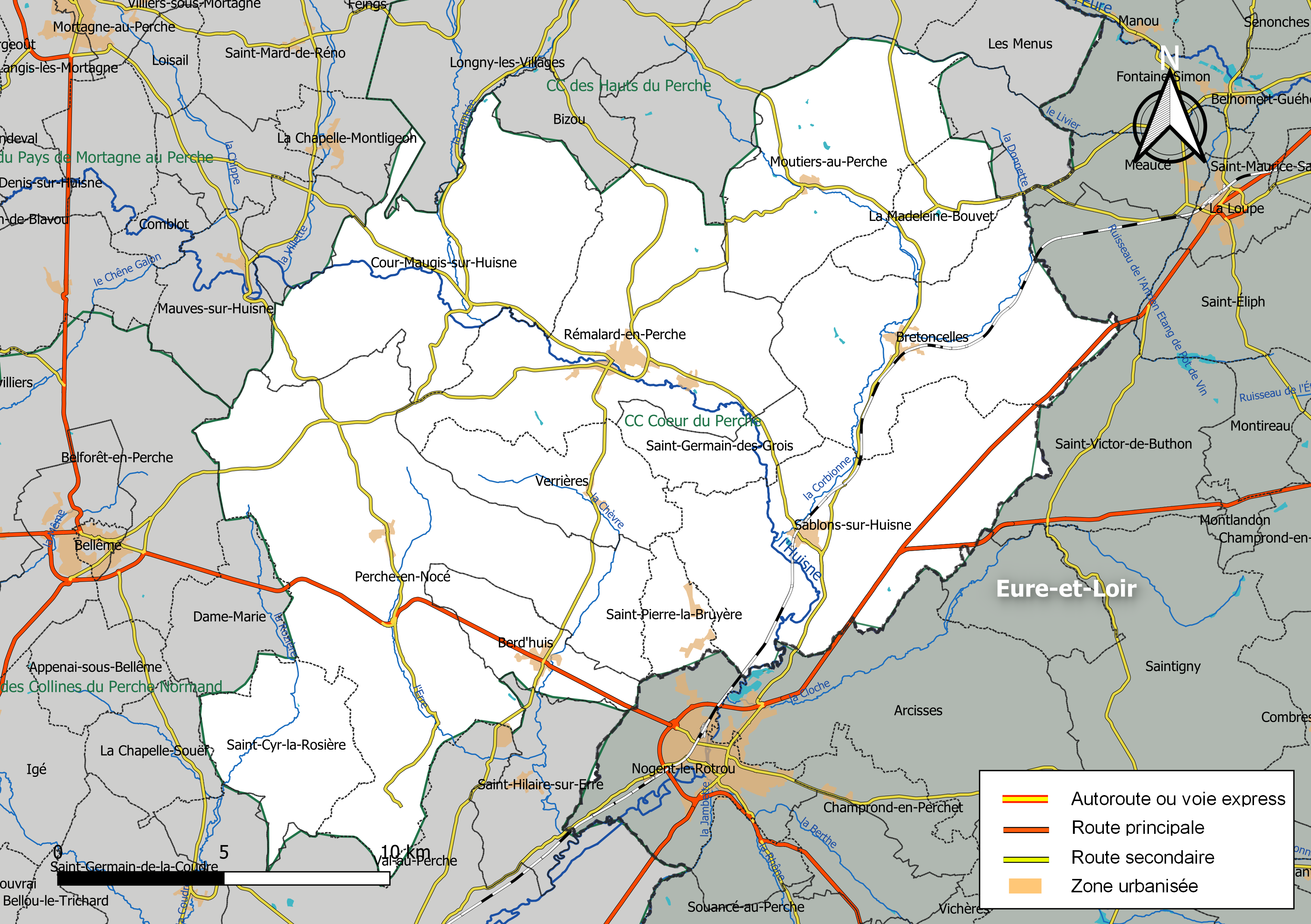
Carte de la communauté de communes Cœur du Perche au 1er janvier 2019.

### Composition
La communauté de communes est composée des douze communes suivantes :

| Nom                        | Code Insee | Gentilé          | Superficie (km2) | Population (dernière pop. légale) | Densité (hab./km2) |
| -------------------------- | ---------- | ---------------- | ---------------- | --------------------------------- | ------------------ |
| Rémalard en Perche (siège) | 61345      |                  | 50,68            | 1 892 (2022)                      | 37                 |
| Berd'huis                  | 61043      | Berd'Huisiens    | 11,45            | 1 094 (2022)                      | 96                 |
| Bretoncelles               | 61061      | Bretoncellois    | 40,21            | 1 462 (2022)                      | 36                 |
| Cour-Maugis sur Huisne     | 61050      |                  | 47,28            | 580 (2022)                        | 12                 |
| La Madeleine-Bouvet        | 61241      | Magdalénois      | 12,92            | 416 (2022)                        | 32                 |
| Moutiers-au-Perche         | 61300      | Monastériens     | 33,61            | 370 (2022)                        | 11                 |
| Perche en Nocé             | 61309      |                  | 86,63            | 1 974 (2022)                      | 23                 |
| Sablons sur Huisne         | 61116      |                  | 52,36            | 1 983 (2022)                      | 38                 |
| Saint-Cyr-la-Rosière       | 61379      |                  | 18,75            | 234 (2022)                        | 12                 |
| Saint-Germain-des-Grois    | 61395      | Germanogroisiens | 10,38            | 204 (2022)                        | 20                 |
| Saint-Pierre-la-Bruyère    | 61448      | Brucipierrois    | 6,33             | 428 (2022)                        | 68                 |
| Verrières                  | 61501      | Verriérois       | 17,75            | 420 (2022)                        | 24                 |

## Administration
| Période         | Période         | Identité         | Étiquette | Qualité |
| --------------- | --------------- | ---------------- | --------- | --- |
| 4 janvier 2017  | 10 juillet 2020 | Pascal Pecchioli | SE        | Maire de Perche en Nocé (depuis 2016)                                                                                |
| 10 juillet 2020 | 24 février 2025 | Thierry Liger    | SE        | Chef d'entreprise Adjoint au Maire de Cour-Maugis sur Huisne Député de la 2e circonscription de l'Orne (depuis 2025) |
| 24 février 2025 | En cours        | Patrick Rodhain  | SE        | |